# Thyrocarpus
- Commons
- Wikispecies

Thyrocarpus é um gênero de plantas pertencente à família Boraginaceae.